# Port de Naantali

Le Port de Naantali (finnois : Naantalin satama) est un port situé dans la ville de Naantali en Finlande.

## Description
Situé à l'entrée de l'Archipel finlandais, le port est le troisième de Finlande en tonnes de fret transportées.
Le port est le port de destination de la voie maritime de Naantali.
Le port de Naantali se compose de trois parties portuaires : le port Kantasatama, le port de Luonnonmaa (chantier de réparation navale de Turku) et le port pétrolier de la raffinerie de Neste, qui sont toutes gérées par l'autorité portuaire de Naantali.
Le port Kantasatama et le port de Luonnonmaa font partie du port municipal, et le port pétrolier est un port industriel indépendant, séparé des deux autres parties du port, dont les terres appartiennent à Neste et les eaux appartiennent à la ville de Naantali. 
La zone administrative du port de Naantali à une superficie de 23,9 hectares,
Le port est le terminus de la ligne Raisio–Naantali.

## Statistiques
La quantité annuelle de fret transporté est la suivante,,,:
| année                      | 2003 | 2004 | 2005 | 2006 | 2007 | 2008 | 2009 |
| -------------------------- | ---- | ---- | ---- | ---- | ---- | ---- | ---- |
| Total (millions de tonnes) | 5,9  | 6,0  | 6,0  | 5,8  | 6,8  | 7,0  | 5,7  |

| année                      | 2010 | 2011 | 2012 | 2013 | 2014 | 2015 | 2020 |
| -------------------------- | ---- | ---- | ---- | ---- | ---- | ---- | ---- |
| Total (millions de tonnes) | 6,5  | 6,7  | 6,7  | 7,0  | 6,7  | 6,9  | 8    |

## Vues du port de Naantali

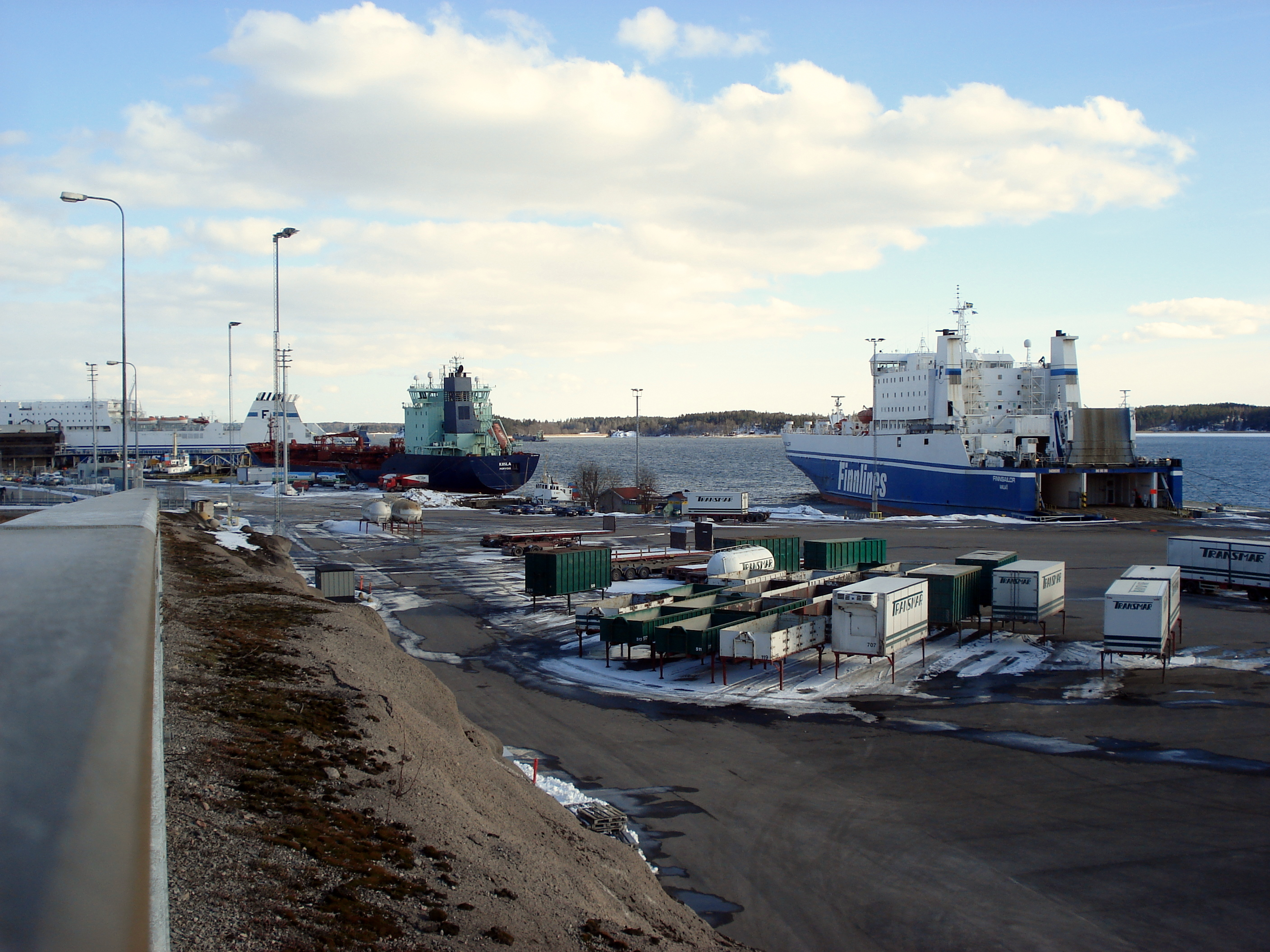
Finnclipper, Kiisla et Finnsailor.
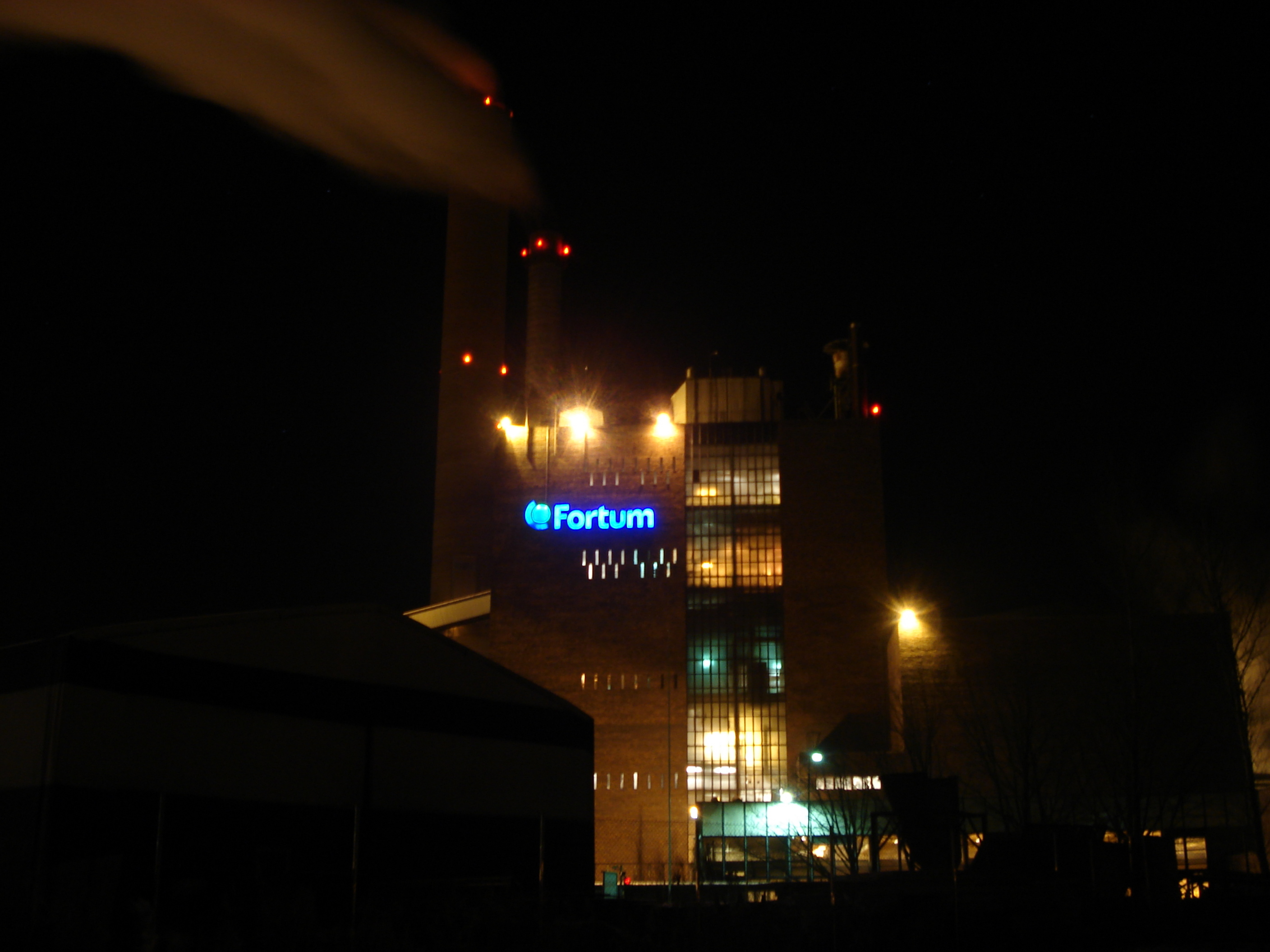
Centrale électrique de Fortum.
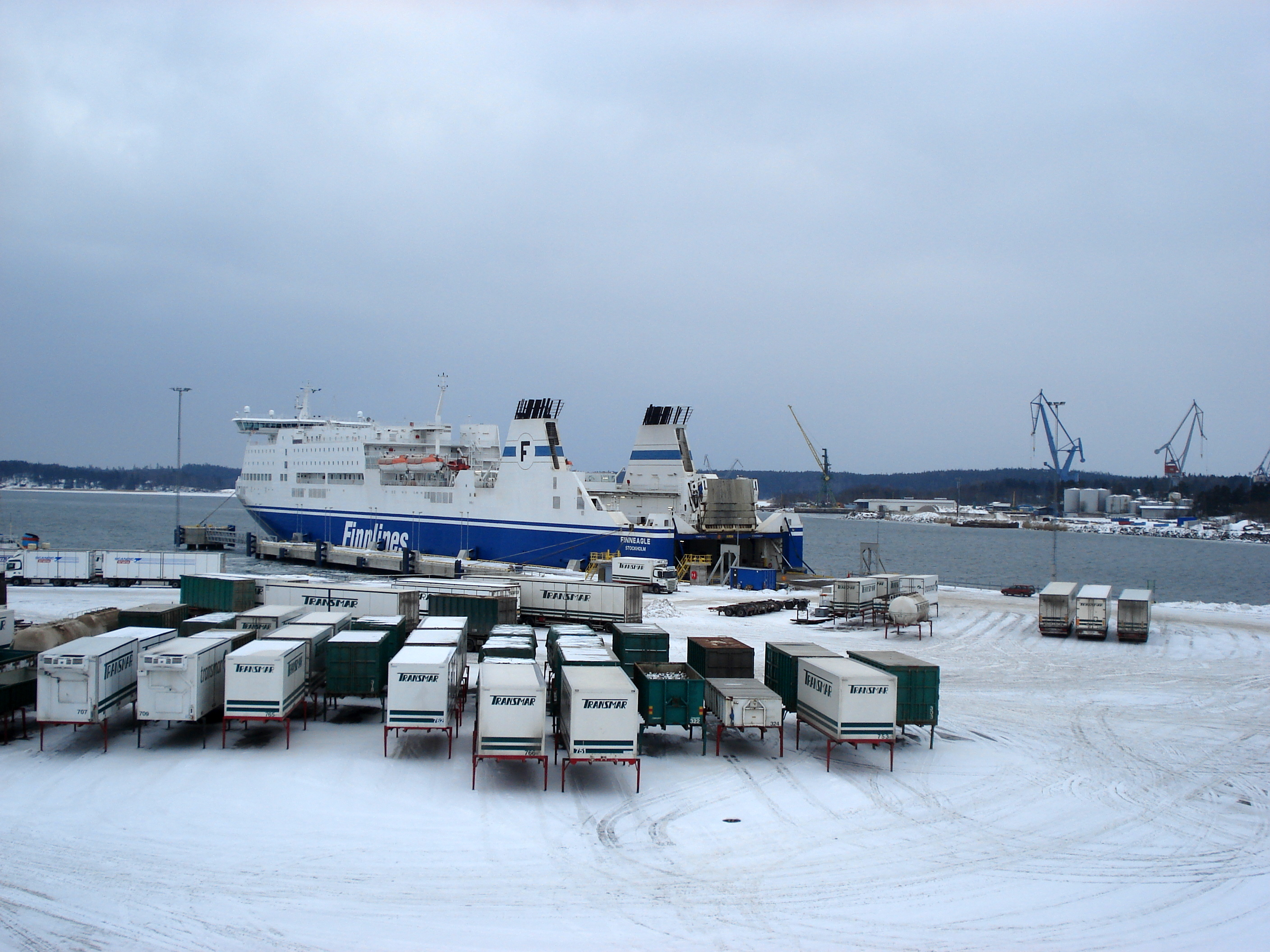
Finneagle.
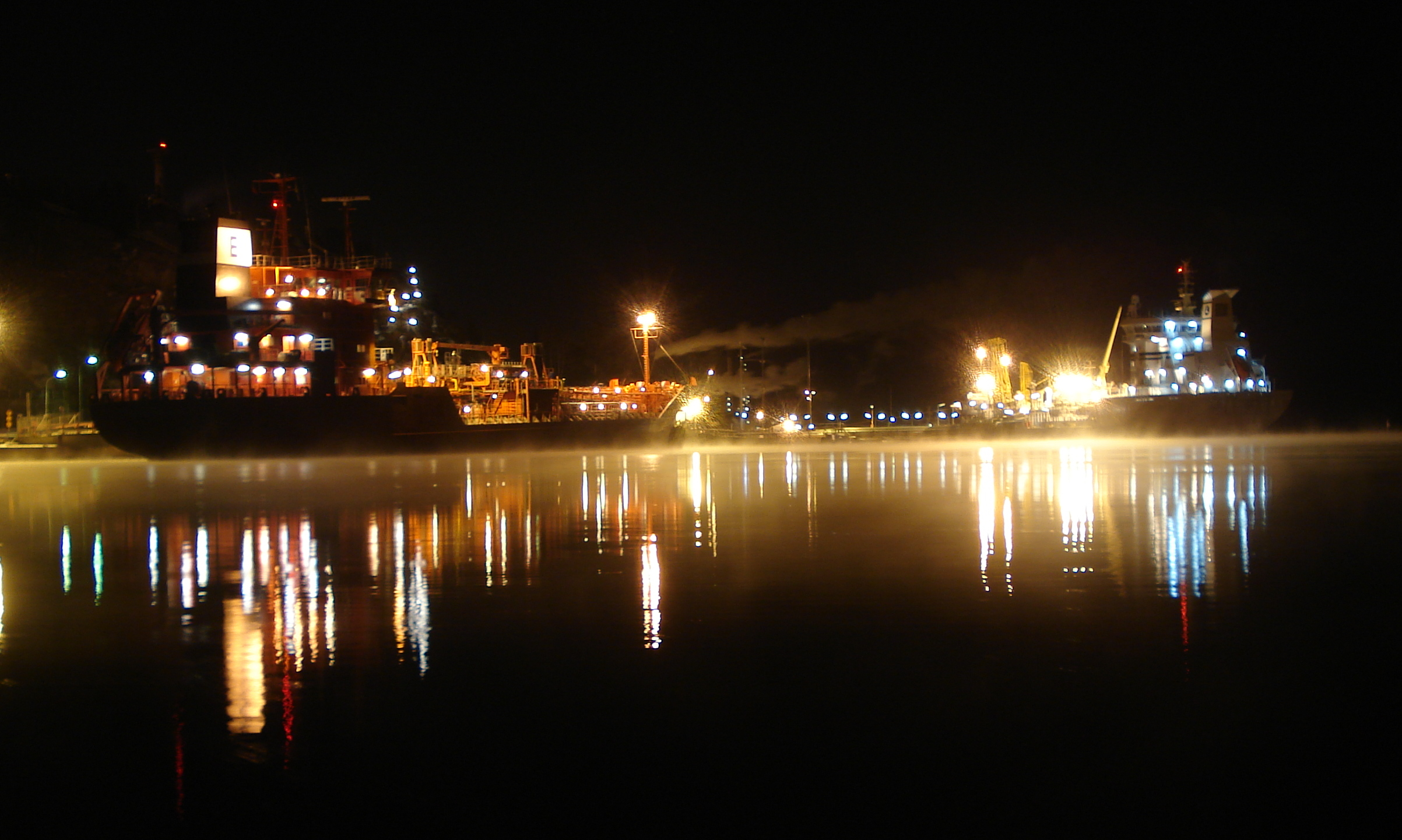
Raffinerie de Neste.
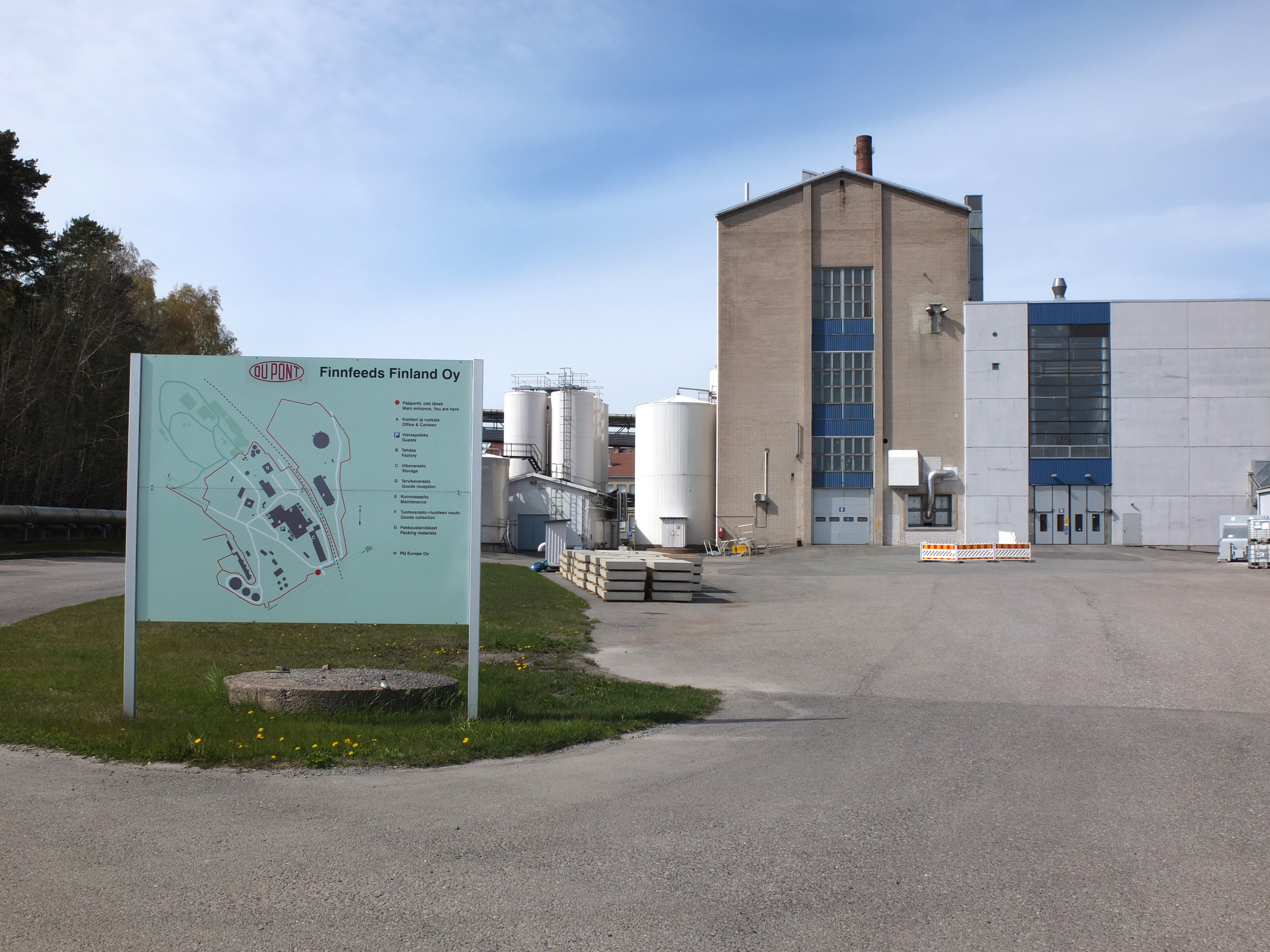
Usine Finnfeeds.